# Scheptyzkyj-Hospital
Das Scheptyzkyj-Hospital in Lwiw ist die einzige kirchliche Klinik in der Ukraine. Das Krankenhaus ist benannt nach dem Metropoliten Andrej Scheptyzkyj.

## Geschichte
Das Krankenhaus wurde im Januar 1903 auf Initiative des Arztes Yewhen Ozarkewytsch gegründet um die Gesundheitsversorgung für die Stadt und das Umland von Lwiw zu verbessern. Der Metropolit Andrej Scheptyzkyj übernahm die Schirmherrschaft und stellte ein Stück Land mit einem Gebäude zur Verfügung, das dem St.-Georg-Kloster gehörte. Schon am 1. Juli 1903 konnte die Klinik in ehemaligen Klostergebäuden eröffnen. 1938 wurde die alte Brauerei des Klosters abgerissen und dort ein Neubau errichtet, der nach Plänen von Iwan Lewynskyj und Oleksandr Peschanskyj entstand. zu diesem Zeitpunkt hatte das Hotel 100 Betten in drei Abteilungen (Innere Medizin, Chirurgie, Gynäkologie).
Nachdem die Ukraine Teil der Sowjetunion geworden war, wurde das Krankenhaus zur bedeutenden Klinik zur Behandlung hoher Kader der Kommunistischen Partei, der Roten Armee und des Innenministeriums der UdSSR. Auch während der deutschen Besatzungszeit blieb das Hospital intakt. Nach dem Ende des Zweiten Weltkrieges und dem Verbot der Ukrainischen griechisch-katholischen Kirche wurde das Klinikum verstaatlicht. Mitte der 1980er Jahre wurde der Gebäudekomplex umfassend saniert und 1985 unter Denkmalschutz gestellt. Nach der Unabhängigkeit der Ukraine wurde das Klinikum am 6. Juni 1994 wieder an die Erzdiözese Lwiw der griechisch-katholischen Kirche zurückgegeben.

## Architektur
Der Gebäudekomplex besteht aus einem mehrstöckigen Hauptgebäude aus dem Jahr 1938 und einem einstöckigen Nebengebäude aus dem 19. Jahrhundert.

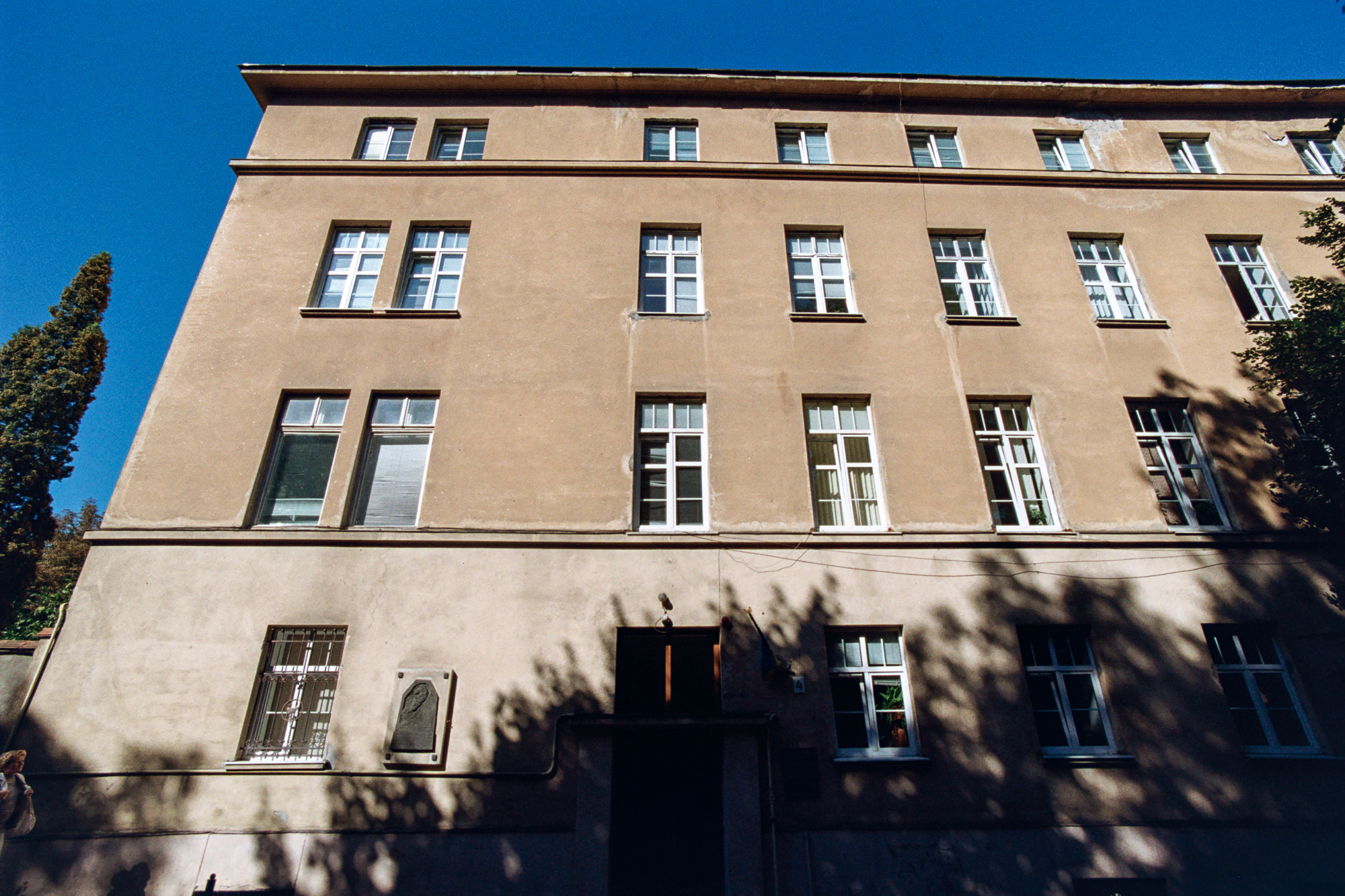
Fassade des Krankenhauses an der вулиця Озаркевича (Osarkewitscha-Straße) 4

Das Hauptgebäude mit Blechdach wurde 1938 im funktionalistischen Stil mit Art-déco-Elementen errichtet. Der vierstöckige Putzbau hat einen U-förmigen Grundriss. Das Erdgeschoss und das vierte Obergeschoss werden durch eine Konsole unter den Fenstern akzentuiert. Die Hauptfassadenkomposition ist asymmetrisch, da der Rhythmus aus rechteckigen Fenstern durch zwei verschobene Fensterachsen gebrochen wird. Das einstöckige Nebengebäude wurde aus großformatigen Backsteinen (ca. 18 × 36 cm) errichtet, ist verputzt und mit einem Ziegeldach gedeckt. Der Flügel im südlichen Teil ist auf einem steinernen Gewölbekeller errichtet. Das Gebäude hat Merkmale des Spätbarock erhalten.
Der gesamte Gebäudekomplex aus Haupt- und Nebengebäude, Garage und Zaun steht unter Denkmalschutz.